# Merulina ampliata
Merulina ampliata là một loài san hô trong họ Merulinidae. Loài này được Ellis and Solander mô tả khoa học năm 1786.